# Andriej Muchin
Andriej Fiodorowicz Muchin (ros. Андрей Фёдорович Мухин, ur. 17 października?/30 października 1902 we wsi Tokmakła w guberni kazańskiej, zm. 24 października 1970 w Moskwie) – funkcjonariusz radzieckich służb specjalnych, generał major.

## Życiorys
Urodzony w rodzinie biednego rosyjskiego chłopa, w 1915 skończył szkołę wiejską w rodzinnej wsi, pracował w swoim gospodarstwie, później na kursach telegraficznych w Symbirsku, później telegrafista na stacji Bugulma. Od grudnia 1925 funkcjonariusz Wydziału Transportowego OGPU w Bugulmie, później w Samarze, od września 1928 członek WKP(b), szef wydziałów transportu drogowego OGPU/NKWD wielu kolei, od 22 marca 1936 porucznik bezpieczeństwa państwowego, od 22 czerwca 1939 starszy porucznik bezpieczeństwa państwowego, od 1939 zastępca szefa Wydziału Transportu Drogowego NKWD Kolei Tomskiej, od grudnia 1939 do listopada 1940 zastępca szefa Wydziału Transportu Drogowego NKWD Kolei Północno-Donieckiej, od listopada 1940 do 28 marca 1941 szef Wydziału Transportu Drogowego NKWD Kolei Winnickiej. Od 28 marca do czerwca 1941 szef Zarządu NKWD obwodu wołyńskiego, od sierpnia do 11 listopada 1941 szef Wydziału Transportowego NKWD Kolei Odeskiej, od 11 listopada 1941 do 23 kwietnia 1942 szef Wydziału Transportowego NKWD Kolei Penzeńskiej, 27 listopada 1941 awansowany na kapitana bezpieczeństwa państwowego. Od 23 kwietnia 1942 do 24 czerwca 1944 szef Zarządu Transportowego NKWD/NKGB Kolei im. Kaganowicza/Kolei Swierdłowskiej, 14 lutego 1943 awansowany na pułkownika bezpieczeństwa państwowego, od 24 czerwca 1944 do 6 października 1947 szef Wydziału Transportowego NKGB/MGB Kolei Październikowej, 22 sierpnia 1944 mianowany komisarzem bezpieczeństwa państwowego, a 9 lipca 1945 generałem majorem. Od 6 października 1947 do 26 maja 1951 szef Zarządu Ochrony MGB KOlei Październikowej i Leningradzkiej, następnie w dyspozycji Zarządu Kadr MGB ZSRR, od 14 listopada 1951 do 14 czerwca 1953 szef Zarządu Ochrony MGB Kolei Północnokaukaskiej, później szef Zarządu Ochrony MWD Kolei Moskiewsko-Kursko-Donbaskiej, a od 6 kwietnia 1954 szef Zarządu KGB Kolei Moskiewsko-Kursko-Donbaskiej, 17 września 1955 zwolniony ze służby.

## Odznaczenia
- Order Lenina (24 listopada 1950)
- Order Czerwonego Sztandaru (3 listopada 1944)
- Order Wojny Ojczyźnianej I klasy (dwukrotnie - 7 lipca 1944 i 29 lipca 1945)
- Order Czerwonej Gwiazdy (29 grudnia 1941)
- Odznaka "Zasłużony Funkcjonariusz NKWD" (27 kwietnia 1940)

I 3 medale.